# 沼澤鹿
沼澤鹿（學名：Blastocerus dichotomus），又名南美澤鹿，是南美洲最大的鹿，達2米長及1.2米高。牠們分佈在阿根廷、玻利維亞、巴西、烏拉圭及巴拉圭。以往遍及整個南美洲，但牠們現在只限於在巴西巴拉那州及巴拉圭的沼澤及湖泊，並在亞馬遜地區。

## 棲息地

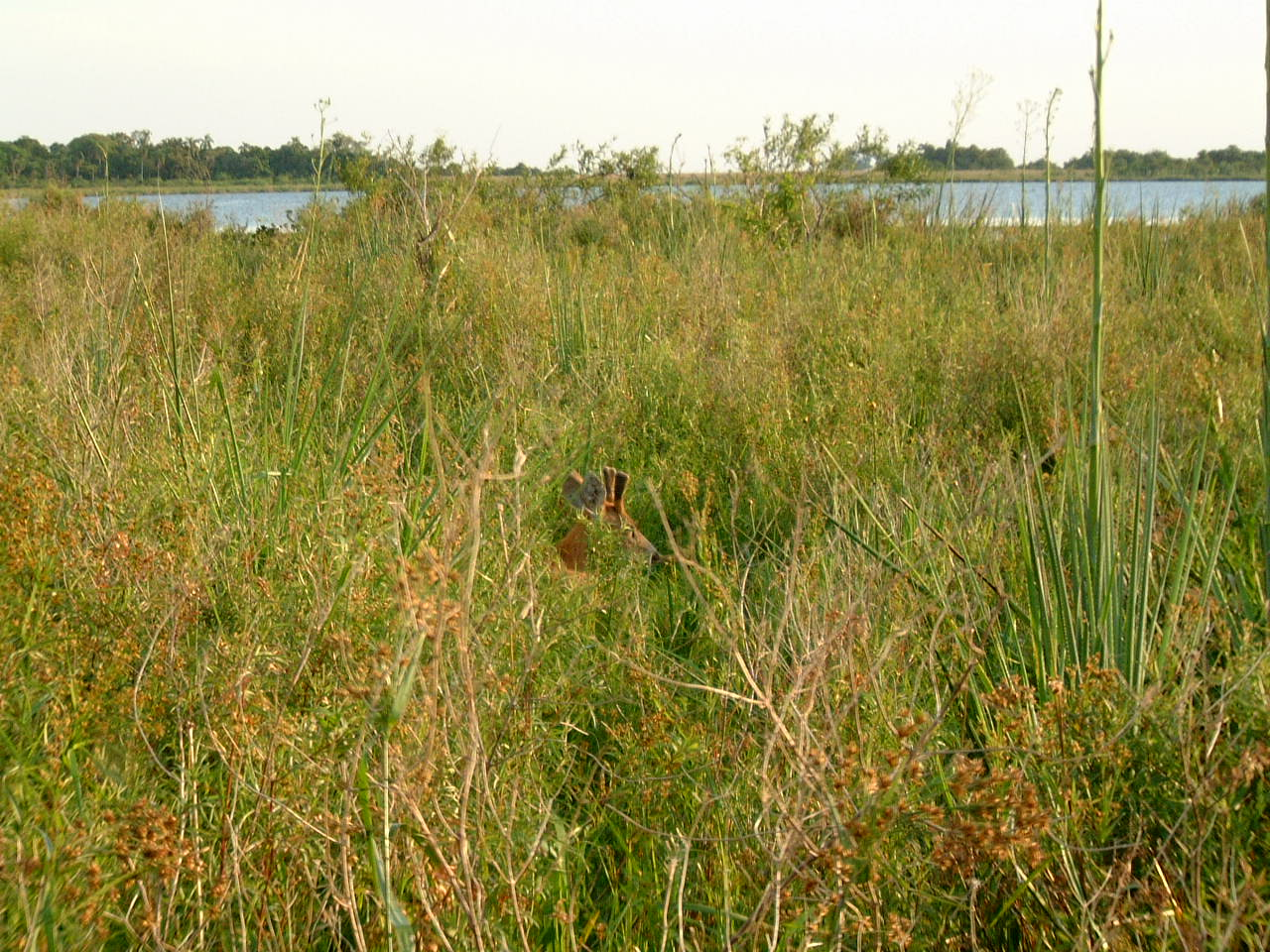
躲在草叢中的沼澤鹿。

沼澤鹿只棲息在沼澤、潘塔納爾濕地及大廈谷，一般在水深達半米的地方。牠們是游泳能手。沼澤中高的植物可以幫助保護牠們，免被掠食者侵襲及提供食物。

## 特徵
沼澤鹿的耳朵很大及周邊白色，身體呈赤褐色，腳長而呈深色。在冬天，牠們的毛色會轉為更深色。牠們的臀部及眼睛周圍都有白色斑紋。尾巴呈較淡的赤色，長10-15厘米。
沼澤鹿的爪很大，趾間有具彈性的膜，能幫助游泳及在沼澤地上行走。只有雄鹿有鹿角，鹿角呈網狀及長60厘米。一般重150公斤。
沼澤鹿是獨居的，或是以少於6頭的群族聚居。牠們主要的天敵有美洲豹及美洲獅。

## 行為
沼澤鹿主要是夜間活動的，但會按季節及特定情況而改變。牠們在性成熟前是不會組成群族的。牠們不是地盤性的，會在牠們的分佈地周圍覓食。在旱季，牠們會減少活動及多留在水邊。
沼澤鹿是草食性的，主要吃草、果實及根部。牠們有時會入侵農地吃農作物。
妊娠期約為200日。每胎一般會產一頭幼鹿，有時會多達兩頭，介乎10月及11月間出生。出生時的幼鹿是白色的，一年後就會有像成年的毛色。

## 保育
沼澤鹿的天敵美洲豹及美洲獅差不多在其棲息地完全消失。牠們以往因其鹿角而被獵殺，但現已受到管制。現時失去棲息地是牠們的主要威脅。亞塞瑞塔水壩（Yacyretá Dam）破壞了牠們的棲息地。由歐洲牛而來的傳染病也是一個威脅。牠們現正被列在《瀕危野生動植物種國際貿易公約》附錄一中。